# 大島正満
大島 正満 （おおしま まさみつ、1884年6月21日 - 1965年6月26日） は 日本の生物学者 （動物学）。理学博士、農学博士。

シロアリの研究を行ったが、台湾勤務時代にスタンフォード大学に留学し、D.S.ジョーダンのもとで魚類研究を行った。特にサケ科の淡水魚類を中心に動物学の研究を行い、「サラマオマス」（サクラマスの亜種、現在はタイワンマスと呼ぶ） を命名した。2001年より台湾の2000元札にタイワンマスが印刷されている。台湾では、20数種類の淡水魚の新種を命名し、台湾淡水魚の父と呼ばれている。

## 略歴
- 1884年 北海道札幌にて大島正健 （札幌農学校第1期生）と千代(平野弥十郎の次女) の長男として出生。
- 1893年 札幌師範附属小学校卒業後、父の同志社転職に伴って京都に転居。同志社中学へ入学。父の私立奈良中学校校長への転職に伴い、同中学校に転入し、金山平三と親交を結ぶ。
- 1901年 父は奈良中学廃校に伴い、甲府中学校長に転任し、正満は神奈川県立第一中学校 （通称神中。現神奈川県立希望ヶ丘高等学校） に転入。第一高等学校を経て、
- 1908年7月 東京帝国大学理科大学動物学科を卒業。台湾総督府に1907年から1924年まで勤務。
- 大正末期に内地に引き上げ、後に朝鮮から引き揚げた父 正健と同居。
- 1917年 スタンフォード大学留学、D.S.ジョーダンに師事。
- 1924年 東京府荏原郡戸越町に転居。星製薬会社技師となる。
- 1930年 東京府立高等学校教授。
- 1932年 東京文理科大学で動物学の講師[4]。
- （1933年 目黒区中根に転居）。東京女子大学講師、東京帝国大学理学部嘱託となり三崎臨海実験所の再建に尽くした。陸軍軍医学校嘱託などを歴任。
- 1935年に正健が脳卒中で病臥した後は、正健が口述したクラーク博士や札幌農学校生らの逸話を書き留め、1937年、『クラーク先生とその弟子たち』 として出版。
- 1948年 GHQ 資源局水産課顧問。
- 1958年 北海道大学 農学博士 「桜鱒並びに琵琶鱒に関する研究」。

## 主要論文
- 国立情報学研究所収録論文 国立情報学研究所
- 球磨川荒瀬堰堤が鮎の生態に及ぼしたる影響 魚類学雑誌 1956年 5巻 1-2号 p.1-11, doi:10.11369/jji1950.5.1
- 白蟻の生殖法に就て 動物学雑誌 Doubutsugaku zasshi 19(230) pp.359-362 19071215 社団法人日本動物学会, NAID 110004594240
- 大島 正滿：ヤマメ及びアマゴの分布境界線に就いて 地理学評論 1930年 6巻 7号 p.1186-1208_2, doi:10.4157/grj.6.1186
- 九州に於けるヤマメとアマゴの分布 動物学雑誌 66(1), 21-24, 1957-01-15 ,NAID 110003362038, 『九州に於けるヤマメとアマゴの分布』 - 国立国会図書館デジタルコレクション
- 天竜川上流三峰川で採捕されたアマゴとヤマメとの間種 動物学雑誌 68(7), 259-262, 1959-07-15, NAID 110003363091, 『天竜川上流三峰川で採捕されたアマゴとヤマメとの間種』 - 国立国会図書館デジタルコレクション

## 著書
著作の一部はデジタル化されており、国立国会図書館デジタルコレクションなどで公開されている。
- 『生物学通論』 冨山房、1928年 国立国会図書館書誌ID:000000656156 doi:10.11501/1110730
- 冷凍と冷蔵 文堂新光社 昭和6年6月1日
- 『動物學汎論』（全2巻、富山房、1932-33年） 国立国会図書館書誌ID:000000765030
- 『動物物語』 大日本雄弁講談社 1933年 doi:10.11501/1212851
  - 『動物物語（新版）』上下巻、 妙義出版、1949年-1950年 上巻doi:10.11501/1653739 下巻doi:10.11501/1340302
- 『不定芽』 刀江書院 1934年 doi:10.11501/1235999
- 近世生物通論 冨山房 昭和9年8月27日
- 『タイヤルは招く』第一書房、1935年 doi:10.11501/1234758
- 『動物奇談』 大日本雄弁講談社 1936年 doi:10.11501/1873684
  - 『動物奇談』 少年科学文庫 1952年 doi:10.11501/1629659
- 『優生と結婚』 大日本国書株式会社 1937年 doi:10.11501/1240106（一部欠ページあり）
- 『魚』 三省堂 昭和15年1月15日
- 『魚籠』 実業之日本社 1941年 doi:10.11501/1063192
- 『南国の驚異』 大坂屋號書店 1943年 doi:10.11501/1064065
- 科学物語 実業之日本社 昭和19年6月20日
- 『大東亜共栄圏 毒蛇解説』北隆館 1944年 doi:10.11501/1870097
- 『少年科学物語』 大日本雄弁会講談社 1941年 doi:10.11501/11576645[注釈 1][5]。
- 人類進化史 實文館 昭和24年2月25日
- 古代動物ものがたり 新潮社 昭和24年10月25日
- 小さな進化者物語 講談社 昭和24年12月1日
- クラーク先生の足跡 広島図書株式会社 昭和25年3月1日
- 海の魚・河の魚 広島図書株式会社 昭和25年5月1日
- 続 少年動物物語 常磐印刷所 昭和26年8月5日
- 動物の世界 同和春秋社 昭和27年1月31日
- 『桜鱒と琵琶鱒』 楡書房、1957年 doi:10.11501/2483914
- 『応用動物事典』 北隆館 1961年 国立国会図書館書誌ID:000001022812 doi:10.11501/1378854

## 参考書籍
- 大島正満 『サケ科魚類論集』[6] 淡水魚保護協会、1981年2月。
- 大島正健（著）、大島正満・大島智夫（補訂） 『クラーク先生とその弟子たち』 教文館、1993年 補訂増補版再刊。ISBN 4764265230
  - 1937年初版 （帝国書院）。さまざまな出版社から増補版が出版された。智夫は正満の八男。
- 大島正満 『不定芽』 刀江書院、1934年7月。
  - 自伝的随筆集。作中には大島は 「M」、金山平三は 「石山平三」 として登場する （夏目漱石、新渡戸稲造などはそのまま）。